# Fenyegetett faj
A fenyegetett fajok, illetve alfajok olyan élőlények, amelyeknek az egyedszáma, illetve az élőhelye és a táplálkozási lehetősége olyan mértékben csökken, ami már a faj vagy alfaj fennmaradását veszélyezteti. Számos országban törvényben írják elő a kihalással fenyegetett állatfajok és növényfajok védelmét. Ez a vadászat tilalmát, az élőhelyükön folyó mezőgazdasági tevékenység korlátozását és a természetvédelmi területek kialakítását jelenti. A világ fenyegetett fajainak azonban jelenleg csak a töredéke élvez ilyen védelmet.
Aggodalomra ad okot az ismert fajok kihalási ütemének felgyorsulása az elmúlt 150 évben. Amennyiben a jelenlegi ütemben folytatódik a fajok kihalása, akkor a 21. században több tízezer faj kipusztulására kell számítani. A legtöbb ember a veszélyeztetett fajok hallatán általában a nagy testű emlősökre és a madárvilágra gondol, a legnagyobb veszélyt azonban a tápláléklánc fontos részét képező egyéb állatfajok ezreinek eltűnése és a földi ökoszisztéma felborulása jelenti.

## A Természetvédelmi Világszövetség Vörös listája
A Természetvédelmi Világszövetség Vörös listája a Fenyegetett (Threatened) kategóriát a Súlyosan veszélyeztetett, Veszélyeztetett és a Sebezhető természetvédelmi státuszok gyűjtőneveként határozza meg.
Súlyosan veszélyeztetett (Critically Endangered) – Ez a vadon élő fajok esetében a legsúlyosabb kategória. Azokat a fajokat sorolják ide, amelyeknek az utóbbi 10 évben több mint 80%-kal csökkent a számuk, kisebb területen élnek, mint 100 km², vagy az állományuk 250 felnőtt egyednél kevesebbet számlál.
Veszélyeztetett (Endangered) – Végveszélyben van az a faj, amelyet a jelenlegi tendenciák mellett a természetes környezetében már a közeli jövőben biztosan a kihalás veszélye fog fenyegetni. Azokat a fajokat sorolják ide, amelyeknek az utóbbi 10 évben több mint 50%-kal csökkent a számuk, kisebb területen élnek, mint 5000 km² vagy az állományuk 2500 felnőtt egyednél kevesebbet számlál.
Sebezhető (Vulnerable) – Sebezhető az a faj, amely a jelenlegi tendenciák mellett a természetes környezetében előreláthatóan a kihalás szélére fog kerülni. Azokat a fajokat sorolják ide, amelyeknek az utóbbi 10 évben több mint 20%-kal csökkent a számuk, kisebb területen élnek, mint 20 000 km², vagy az állományuk 10 000 felnőtt egyednél kevesebbet számlál.